# شلیل

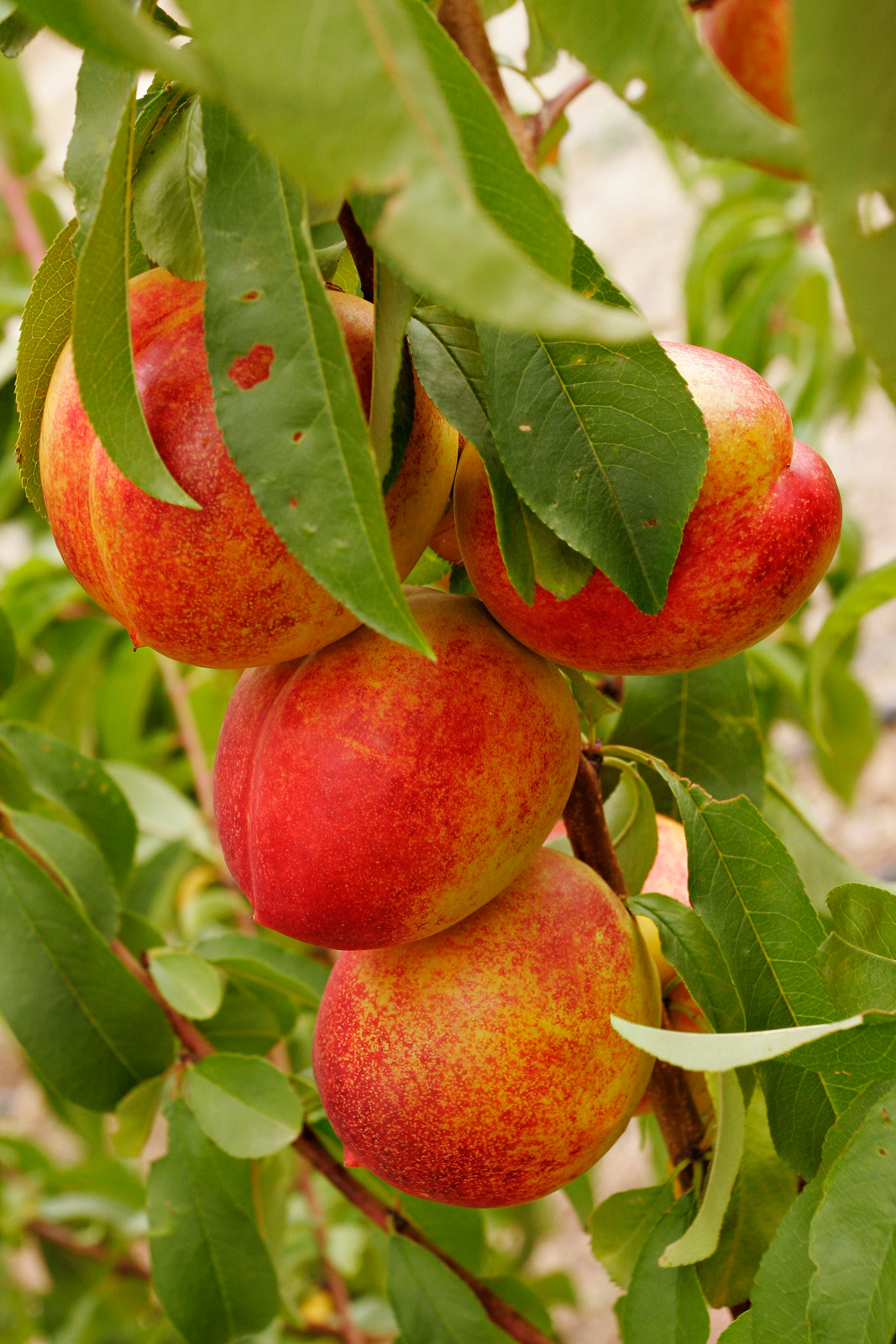

شلیل نوعی میوه از خانواده هلو است. گونه‌ای از هلو با ژنِ مغلوب است که میوه‌های بدون کرک تولید می‌کند و به همین علت هلوی بدونِ کرک نیز نامیده می‌شود و طعمی مطبوع و شیرین‌تر از هلو دارد. در فرهنگِ دهخدا شلیل به معنای میوه‌ی خوشبو و گوارا و آبدار شبیه به شفتالو اشاره شده و در فرهنگ معین آمده: رنگش سفید یا سرخ یا سرخ و سفید است. خواجه عمید لوبکی (از جهانگیری):
| زمین بین که از رنگ معشوق عاشق |  | گهی سیب بیرون دهد گه شلیل |

شلیل میوه بومی آسیا است. اعتقاد بر این است که یکی از قدیمی‌ترین میوه‌ها بوده و ظاهراً ۲۰۰۰ سال قبل در چین رشد می‌نمود و از طریق جاده ابریشم به ایران، یونان و رم باستان راه پیدا کرد.هم اکنون بهترین نوع آن در ایران کشت می‌شود
این میوه از قرن شانزدهم و هفدهم به انگلستان رفت و توسط اسپانیایی‌ها به آمریکا برده شده و اکنون به مقدار زیاد در کالیفرنیا کشت می‌شود. بیش از ۱۰۰ گونه از این میوه در جهان وجود دارد.

## انواع شلیل
تا اواخر دهه ۴۰ شمسی شلیل‌ها سبز کمرنگ و دارای اندازه‌ای کوچک و گوشتی سفید بودند.
در حال حاضر بیش از ۱۵۰ گونه شلیل وجود دارد که از نظر اندازه، شکل، طعم، بافت و رنگ متفاوت هستند. گونه‌های موجود شلیل پیوسته از نظر طعم و ظاهر و طول عمر هسته، در حال ارتقا می‌باشند. بسیاری از گونه‌های جدید که امروزه مشاهده می‌شوند شاید در ۵ یا ۱۰ سال آینده دیده نشوند.
گونه‌ای از شلیل به نام شفترنگ یا به گویش عامه شبرنگ می‌باشد که رنگ قرمز آن روشنتر است و درخت آن سریع رشد می‌کند و گونه‌ای بسیار پربازده است. گوشتِ میوه زرد و هسته به میوه متصل است.
انواع دیگر شلیل به نام‌های: شلیل سفید، شلیل شمس، شلیل مغان، رد گلد و… است که بعضاً دیررس می‌باشند.
انواع هلو و شلیل در باغات استانهای تهران، البرز، همدان، کردستان و خراسان شمالی تولید می‌شود که در این میان استان البرز مقامِ اول را دارد. گونه ای هلو در شندآباد یکی از شهرهای استان آذربایجان شرقی که در بخش مرکزی شهرستان شبستر واقع شده‌است کشت و تولید میشود که به لحاظ طعم و کیفیت بهترین هلوی تولید شده در کشور است. شندآباد به قطب هلوی کشور معروف است.

## خواص
شلیل سرشار از ویتامین‌های A , C می‌باشد و بهترین میوه برای افراد گرمازده است.
شلیل میوه‌ای بسیار ترد با هسته‌ای کم عمر محسوب می‌شود و مثل تمام میوه‌ها ادرارآور و ملین است. گوشت شلیل دارای سلولوزهای نرم است و کاملاً هضم می‌شود. شلیل میوه‌ای نسبتاً کم ترشی است. مواد قندی و نشاسته‌ای آن به آسانی هضم می‌شود و معده به راحتی هضم آن را تحمل می‌کند.
ویتامین C موجود در شلیل اثرات مفید در سلامت پوست، دندان و استخوان دارد. این میوه منبعِ بسیار غنیِ بتاکاروتن است. بتاکاروتن با خاصیت آنتی‌اکسیدان بسیار نیرومندیِ که دارد با ارتقای سطح ایمنی بدن از بروز بسیاری از بیماری‌ها جلوگیری می‌کند.
فیبر دیگر ترکیب قابل توجه در این میوه است که سبب کاهش سرعت جذب برخی مواد مغذی بویژه قندها می‌شود و در عین حال میزان حساسیت به انسولین را نیز افزایش می‌دهد. مصرف شلیل می‌تواند در کنترل قندخون مؤثر باشد.
خوردن شلیل می‌تواند خطر ابتلا به بیماری‌های حاد مانند بیماری‌های قلبی و عروقی، بیماری‌های چشمی مانند دژنراسیون ماکولا و حتی سرطان را به‌طور چشمگیری کاهش دهد. این میوه دارای ترکیبات فیتوکمیکال مانند لیکوپن و لوتئین بوده و رنگ زرد و قرمز شلیل‌ها ناشی از وجود لوتئین در آن‌ها است.
هر دانه شلیل متوسط تقریباً ۵۰ کالری انرژی دارد و چون فیبر بالا داشته و چربی ندارد میوه بسیار خوبی برای کاهش وزن و رژیم‌های لاغری است. البته کسانی که می‌خواهند وزن اضافه کنند بهتر است کمتر شلیل بخورند و میوه‌های پرکالری تر را میل کنند.
- هسته شلیل را به هیچ وجه نباید خورد زیرا دارای آمیگدالین است که در بدن تبدیل به سیانین می‌شود و می‌تواند مسمومیت‌های سیانیدی ایجاد کند.[۶]

## ارزش غذایی
ترکیبات تغذیه‌ای موجود در یک واحد از میوه شلیل (۱۴۰ گرم):
انرژی: ۷۰ کالری مواد غذایی - کربوهیدرات: ۱۶ گرم - قند: ۱۴ گرم - فیبر: ۲ گرم - چربی: ۳۰۰ میلی‌گرم - پروتئین: ۱ گرم.
شلیل ۴٪ از ویتامین A و ۱۵٪ ویتامین C و ۲٪ آهن نیاز روزانه را تأمین می‌کند و فاقد کلسترول و سدیم می‌باشد.